# Dennis Trewin
Dennis John Trewin (né le 14 août 1946) est un ancien fonctionnaire australien, qui était le Australian Statistician (en), le chef du Bureau australien des statistiques, entre juillet 2000 et janvier 2007.

## Carrière
Trewin s'est joint au Bureau australien des statistiques (ABS) en 1966 en tant que cadet en statistiques. Entre 1992 et 1995, il a été statisticien adjoint du gouvernement à Statistics New Zealand  et statisticien australien adjoint de 1995 à 2000, date à laquelle il a été nommé Australian Statistician (en). Il est resté à ce poste de juillet 2000 à janvier 2007,.
Dennis Trewin a été la force motrice derrière les « Mesures du progrès de l'Australie » (Measures of Australia's Progress, MAP) de l'ABS, un nouveau système intégré de mesure du progrès national, reliant les dimensions économiques, sociales, environnementales et de gouvernance du progrès, un projet qui a gagné un large respect parmi d'autres bureaux de statistique et a contribué à la réalisation du projet mondial de l'OCDE, « Mesurer le progrès des sociétés ».
Il occupe d'autres postes de direction en Australie, tels que membre non judiciaire de la Commission électorale australienne et professeur adjoint à l'université de Swinburne (en). Il a occupé le poste de président de la Société statistique d'Australie.
Sur le plan international, en 2005, il a terminé un mandat en tant que président de l'Institut international de statistique après avoir été auparavant vice-président et président de l'International Association of Survey Statisticians. Il est un ancien rédacteur en chef de la Revue statistique internationale. Il est président du conseil exécutif mondial de la Banque mondiale, président du comité de statistique Asie/Pacifique et président du conseil consultatif du Swinburne Institute for Social Research (en) de l'Université de technologie de Swinburne.

## Distinctions
Trewin est membre honoraire à vie de l'Institut international de statistique et de la Société statistique d'Australie. Il a été répertorié comme l'un des 100 Australia's Smart ("intelligents d'Australie") dans un sondage réalisé en 2003 par le magazine australien The Bulletin. Il est également lauréat de la médaille du Centenaire et officier de l'ordre d'Australie.